# Automolis erubescens
Automolis erubescens är en fjärilsart som beskrevs av Walker 1864. Automolis erubescens ingår i släktet Automolis och familjen björnspinnare. Inga underarter finns listade i Catalogue of Life.